# Riken Yamamoto
Riken Yamamoto, född 1945 i Peking, Kina. är en japansk arkitekt.
Riken Yamamoto föddes i Kina av japanska föräldrar. Hans far var ingenjör. Familjen återvände 1947 till Japan. Fadern dog 1949, och efter faderns död, när Yamamoto var fyra år, flyttade han till moderns hemstad Yokohama.
Han tog kandidatexamen 1967 på Nihonuniversitetet och magisterexamen 1971 på Tokyos konstuniversitet. Därefter fortsatte han sin utbildning på Tokyos universitet under Hiroshi Hara.
Yamamoto grundade Yamamoto & Field Shop Co.Ltd 1973. Åren 2000-2011 var han lärare på Yokohamas statliga universitet, och från 2015 har han undervisat på   Nihonuniversitetet.
Yamamoto fick 2024 Pritzkerpriset.

## Verk i urval
- 2005: Future University Hakodate, forskningsbyggnad, Hokkaido, Japan
- 2005: SUSTRG Office Project, Fukushima prefektur, Japan
- 2007: Yokosukas konstmuseum, Kanagawa prefektur, Japan
- 2008: Namics Techno Core, Niigata prefektur, Japan
- 2008: Bostadsområdet Guan Yuan, Peking, Kina
- 2008: Dragon Lilys hus, Gunma prefektur, Japan
- 2009: Utsunomiyas universitetscentrum för optikforskining, Tochigi prefektur
- 2012: Tianjinbiblioteket i Tianjin, Kina
- 2018: The Circle på Zürichs internationella flygplats[4]

## Bildgalleri

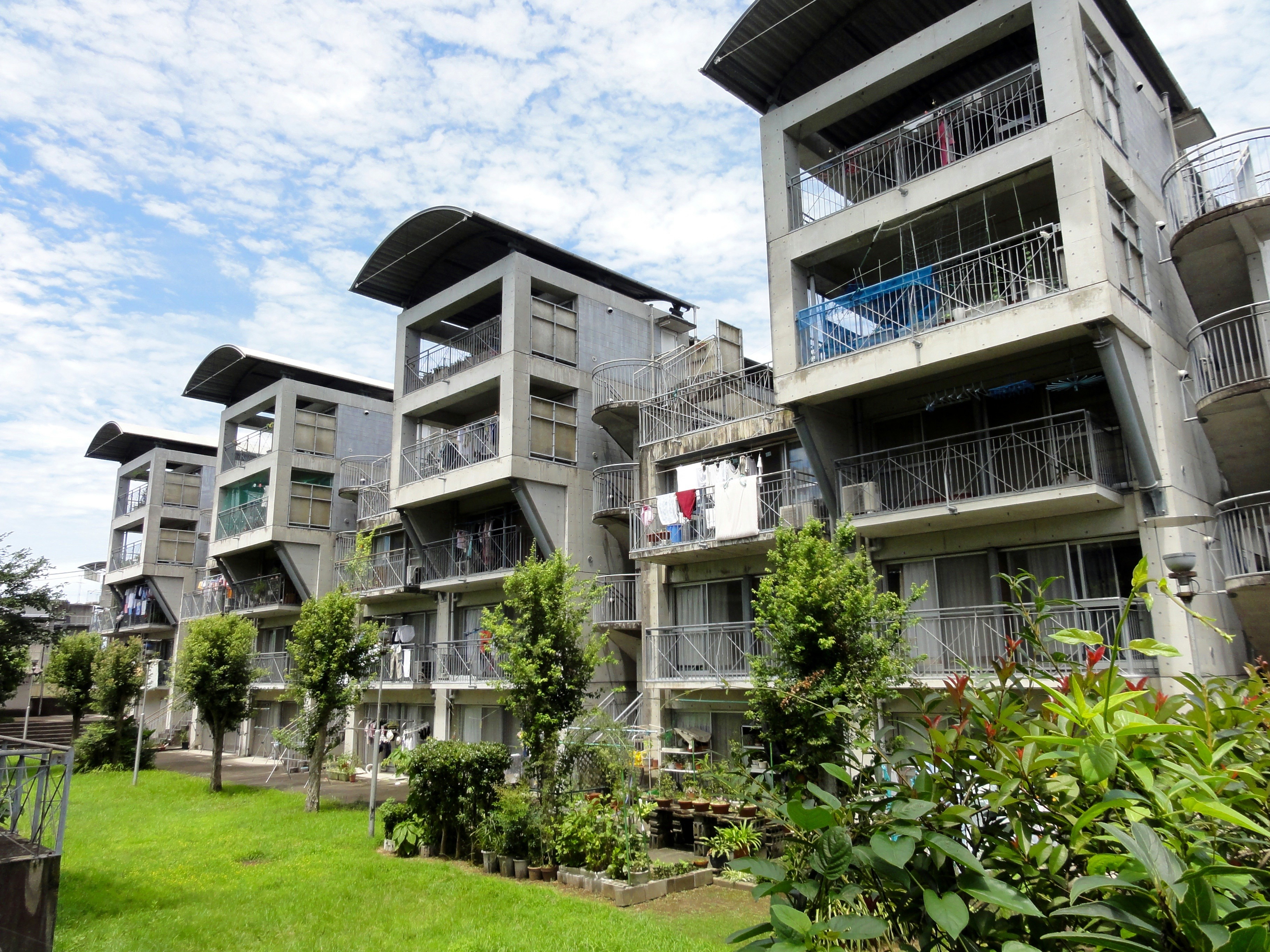
Bostadsområdet Hotakubo Daiichi i Kumamoto prefektur
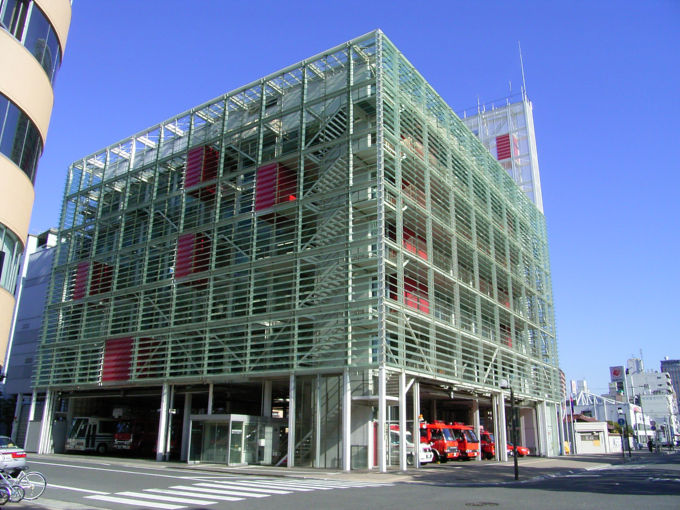
Hiroshimas västra brandstation
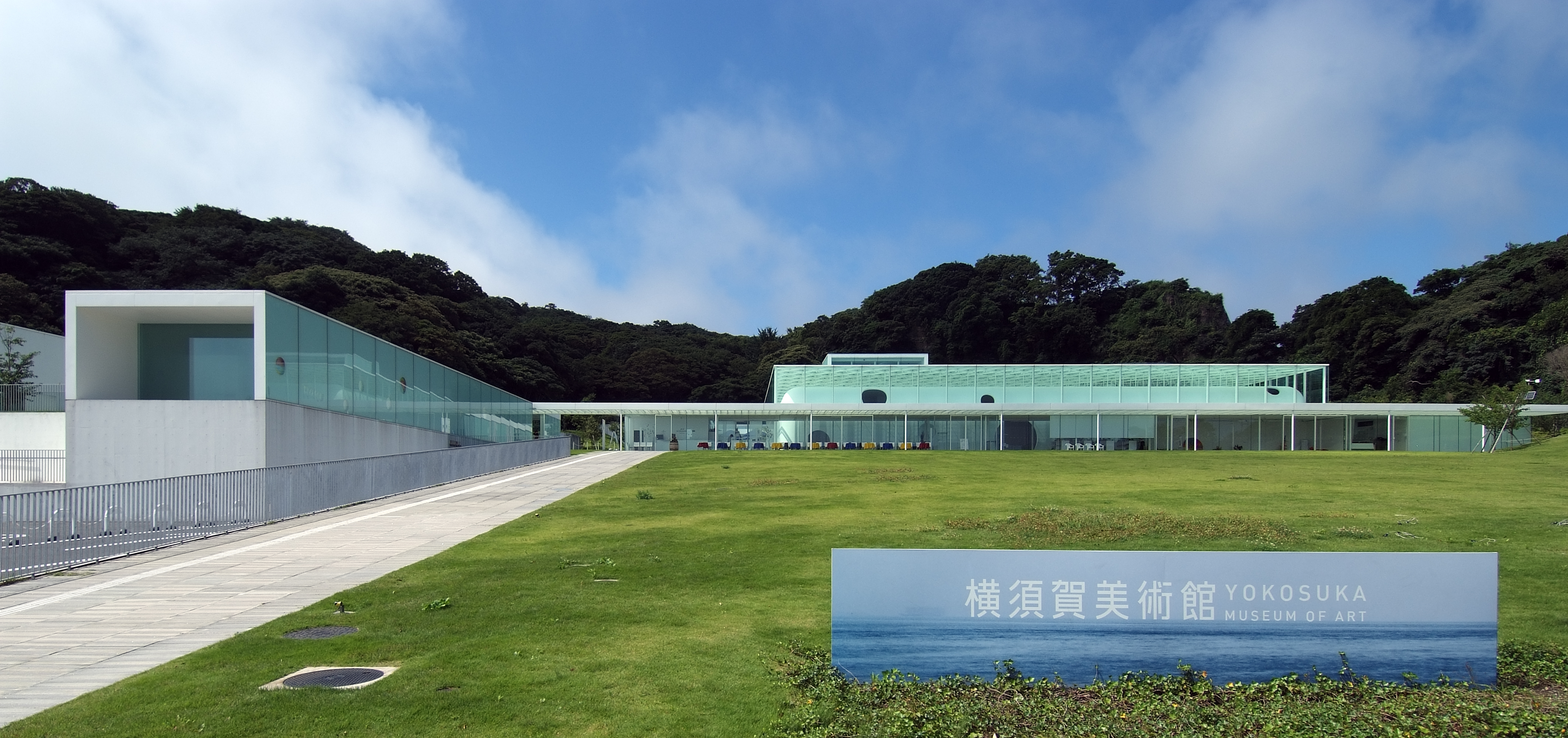
Yokosuka Museum of Art
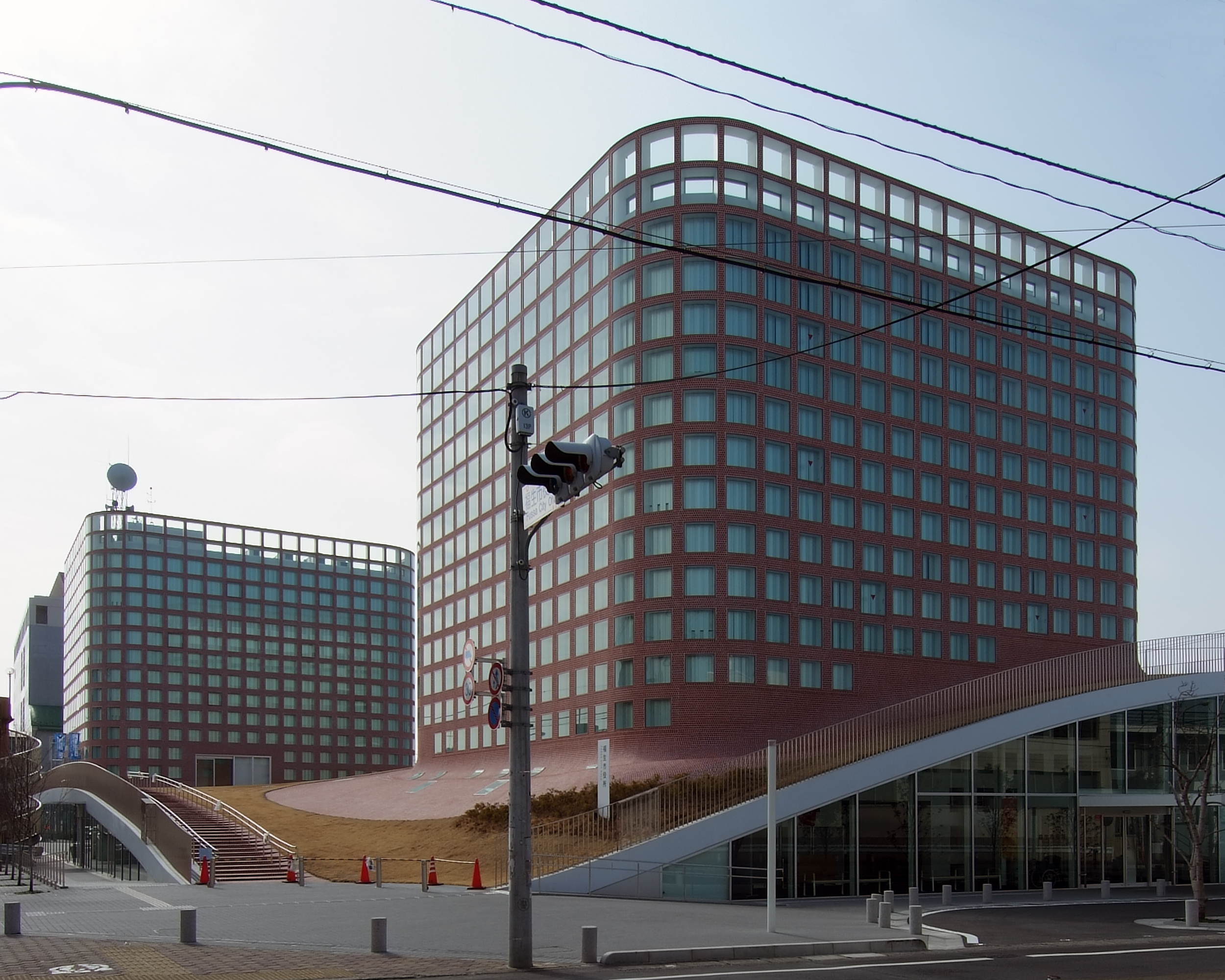
Fussas rådhus
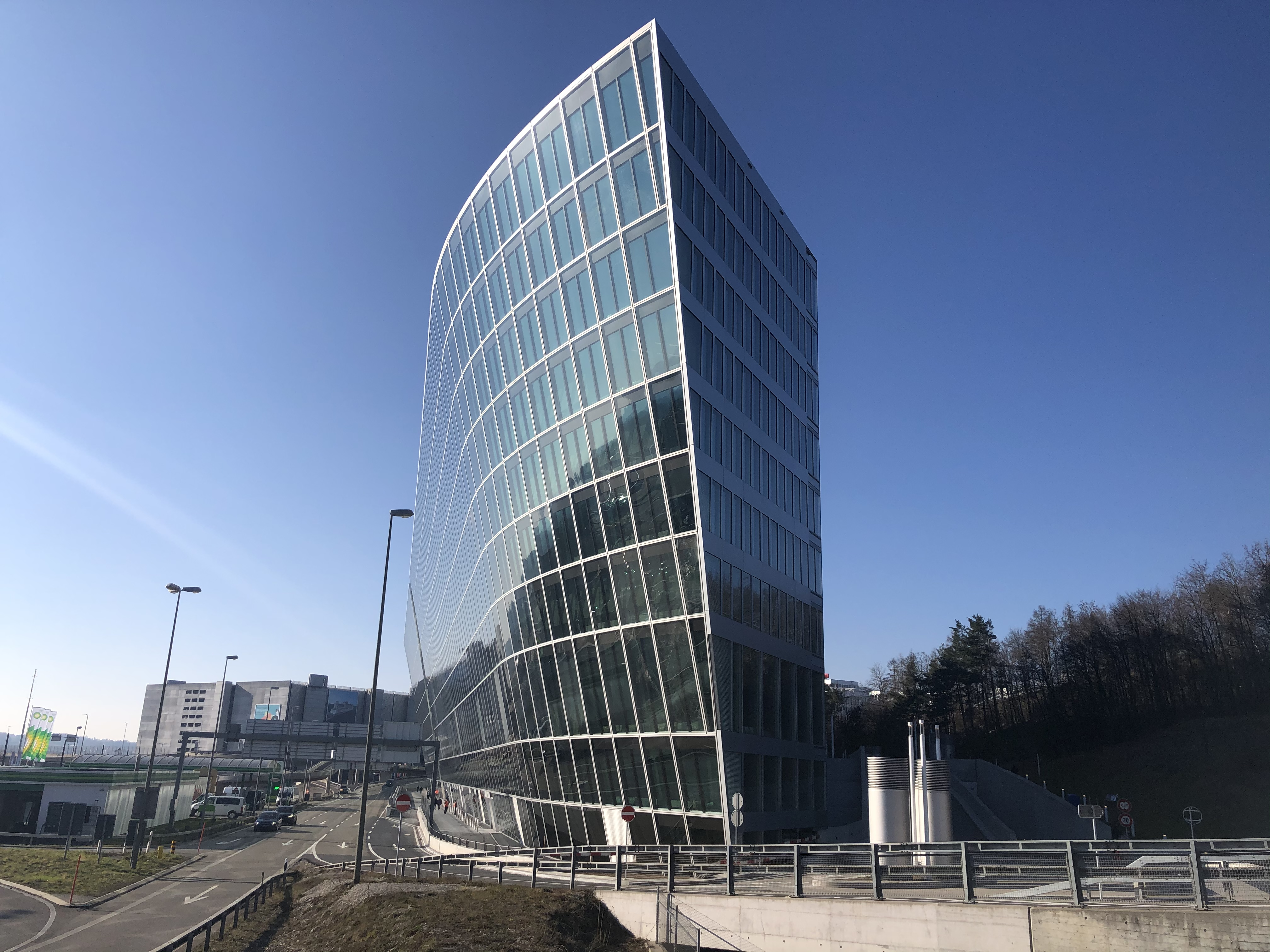
The Circle mellan Butzenbühl-Hügel till höger och Zürichs internationella flygplats till vänster
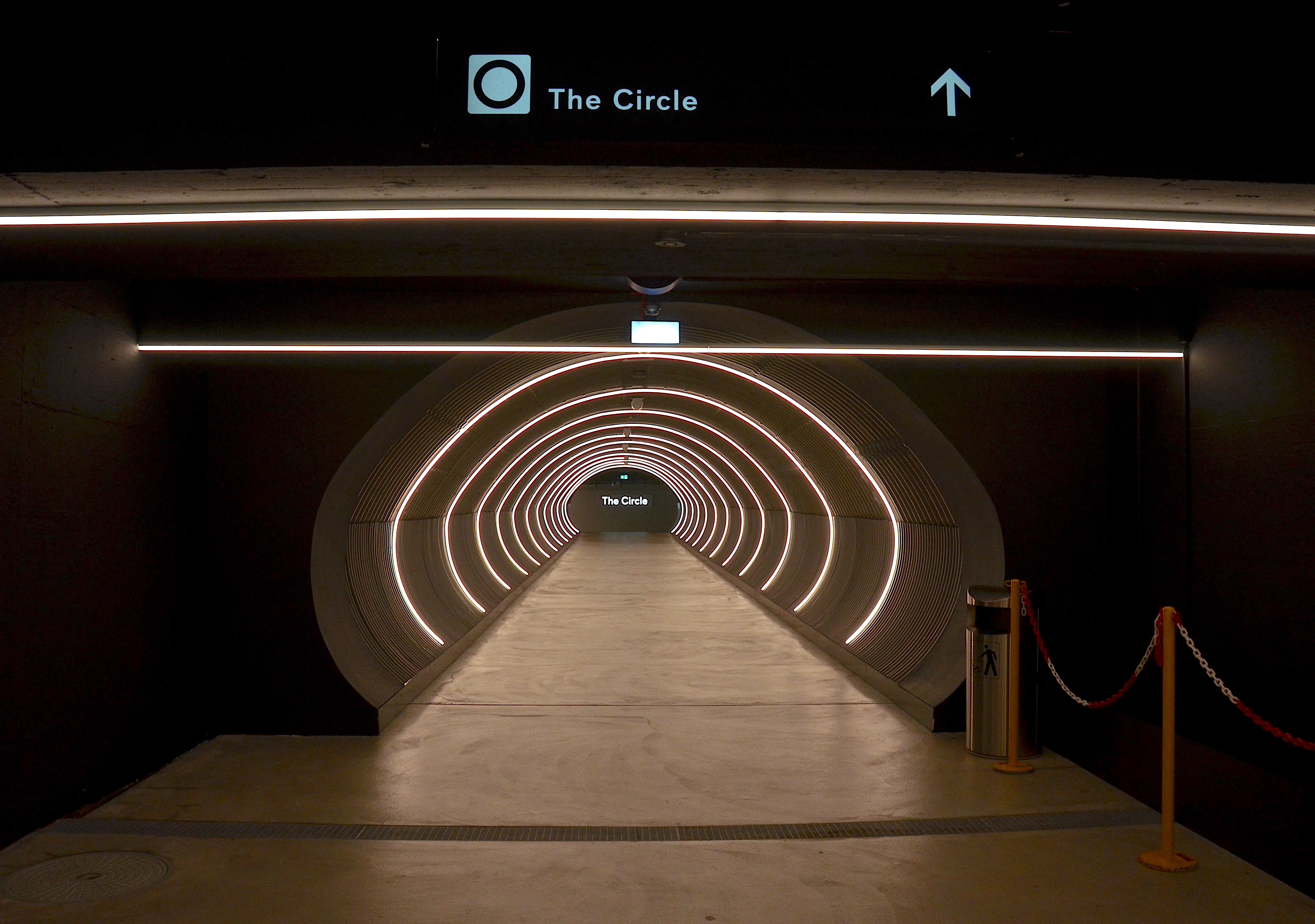
Tunneln vid The Circle, Zürichs internationella flygplats